# Kondor królewski
Kondor królewski (Sarcoramphus papa) – gatunek dużego ptaka padlinożernego z rodziny kondorowatych (Cathartidae).

## Zasięg występowania
Kondor królewski zamieszkuje Amerykę Południową i Centralną, od południowego Meksyku po północną Argentynę.

## Taksonomia
Kondor królewski został opisany systematycznie przez szwedzkiego przyrodnika – Karola Linneusza w 1758, w dziesiątej edycji jego pracy – Systema Naturae, który nadał mu nazwę Vultur papa. Jako miejsce typowe autor błędnie wskazał zachodnie Indie (łac. In India occidentali), bazując na tekstach Albina z 1734 roku (gdzie ptak został opisany jako „The Warwovwen, or Indian Vulture”) i Edwardsa z 1743 roku (który opisał go pod nazwą „The King of the Vultures”); błędną lokalizację skorygował w 1908 roku Hans von Berlepsch, ustalając ją na Surinam. Jedyny przedstawiciel rodzaju Sarcoramphus opisanego przez André Dumérila w 1805 roku. Nie wyróżnia się podgatunków.

### Etymologia
- Sarcoramphus (Sarcorhamphus, Sarcoramphos): gr. σαρξ sarx, σαρκος sarkos „ciało”; ῥαμφος rhamphos „dziób”[16].
- Zopilotes: hiszp. Zopilote (nahuatl Tzopilotl), nazwa dla sępnika różowogłowego[17].
- Gyparchus: gr. γυψ gups, γυπος gupos „sęp”; αρχος arkhos „król”, od αρχω arkhō „rządzić”[18].
- papa: nowołac. papa „papież”, od łac. papa „ojciec, biskup”, od gr. παπας papas „ojciec”[19].

## Morfologia
Długość ciała 71–81 cm; masa ciała 3000–3750 g; rozpiętość skrzydeł 170–200 cm. Upierzenie ptaka w przeważającej mierze białe, z szarymi lub czarnymi piórami wokół szyi, na lotkach oraz ogonie. Głowa i szyja (w górnym odcinku) są nieopierzone. Kolor skóry w różnych obszarach ciała bardzo się różni – może być żółty, pomarańczowy, niebieski, fioletowy bądź czerwony. Kondor królewski ma zauważalny żółty, mięsisty grzebień na dziobie. Ptak jest padlinożercą, dzięki silnemu dziobowi i potężnym szponom, często – jako pierwszy – robi początkowe nacięcie na ciele martwego zwierzęcia. Dzięki dużym rozmiarom zwykle odgania od padliny swoich mniejszych krewnych – inne gatunki kondorów. Może dożyć w niewoli 30 lat.

## Ekologia
BiotopGłównie nisko położone lasy tropikalne (do 1200 m n.p.m.). Czasami można go zobaczyć na bardziej otwartych obszarach, takich jak sawanny i łąki.
GniazdoNie buduje gniazda. Gniazduje na ziemi lub w szczelinie drzewa, gnijącego pnia lub klifu.
JajaSamica składa zwykle jedno jajo. Jest ono białe, bez plamkowania.
Wysiadywanie, pisklętaJajo wysiadywane jest przez obydwoje rodziców przez około 55–58 dni. Pisklę rodzi się nagie, lecz wkrótce pokrywa się czysto białym puchem. Młode są w pełni opierzone prawdopodobnie po 3–4 miesiącach. Ich pióra są brązowe, zmiana ubarwienia na dorosłe następuje w wieku 18 miesięcy.
PożywienieŻywi się wyłącznie padliną. W przeciwieństwie do innych kondorów nie zaobserwowano, aby zabijał chore lub zdychające zwierzęta. Często wypatruje wzdłuż brzegów rzek wyrzuconych ryb, jednak nie przeszukuje miejscowych wysypisk śmieci.

## Status
IUCN uznaje kondora królewskiego za gatunek najmniejszej troski (LC, Least Concern) nieprzerwanie od 1988 roku. Liczebność populacji, według szacunków, mieści się w przedziale 670–6700 dorosłych osobników. Trend liczebności populacji uznawany jest za spadkowy ze względu na niszczenie siedlisk.